# Ерик Густафсон
Ерик Густафсон (швед. Erik Gustafsson; рођен 15. децембра 1988. у Квислебију, Шведска) професионални је шведски хокејаш на леду који игра на позицији одбрамбеног играча.
Од сезоне 2014/15. наступа за руску екипу Авангарда из Омска у Континенталној хокејашкој лиги (КХЛ).
Са репрезентацијом Шведске освојио је титулу светског првака на СП 2013, односно бронзану медаљу на СП 2014. у Минску.

## Клупска каријера
Густафсон је са хокејашком каријером започео у редовима млађих селекција шведске екипе Тимро 2004, а 2007. године одлази на студије у Сједињене Државе где током наредне три сезоне наступа за универзитетску екипу Универзитета Северни Мичиген. 
По окончању студија, у марту 2010. потписује трогодишњи уговор са НХЛ лигашем Филаделфија Флајерсима. Пре дебитантског наступа у редовима Флајерса, играо је за њихову филијалу из АХЛ лиге, екипу Адирондак Фантомса у којој је окончао сезону 2009/10. (одиграо тек 5 утакмица уз 2 гола и 5 асистенција). И наредну сезону је започео у Фантомсима, а дебитантски НХЛ наступ остварио је на утакмици против Отава Сенаторса играној 26. фебруара 2011. године. За Флајерсе је током те сезоне одиграо свега још две утакмице, док је за Фантомсе одиграо чак 72 утакмице уз 4 гола и чак 44 асистенције. 
У зависности од тренутне форме и у сезонама 2011/12. и 2012/13. наступао је за оба тима, а први НХЛ погодак постигао је против екипе Сејберса, на утакмици играној 16. фебруара 2012. године. 
По окончању НХЛ сезоне 2013/14, а након одигране тек 33 утакмице за Флајерсе, Густафсон се враћа у Европу и потписује уговор са руским КХЛ лигашем, екипом Авангарда из Омска.

## Репрезентативна каријера
За сениорску репрезентацију Шведске дебитовао је на турниру за Светско првенство 2013. које су заједнички организовале Шведска и Финска. На том турниру селекција Шведске је освојила златну медаљу, а Густафсон је на 10 одиграних утакмица остварио учинак од по 1 гола и асистенције. 
Такође је био у саставу националног тима који је на наредном СП 2014. освојио бронзану медаљу (одиграо 8 утакмица уз 1 асистенцију). 